# Sogliola

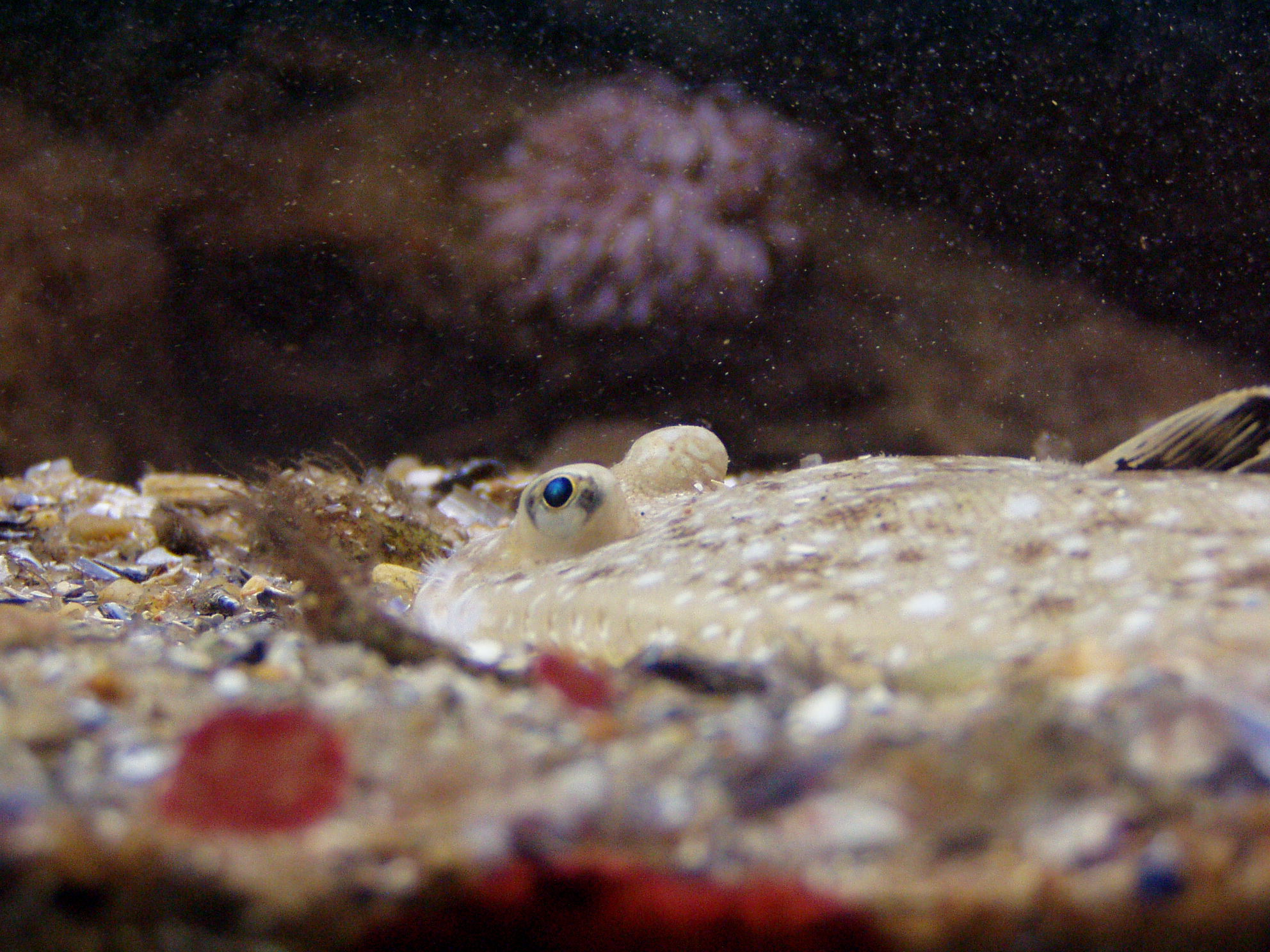
Solea solea adagiata sul fondo

Con il nome comune sogliola si indicano alcune specie di pesci d'acqua salata appartenenti alla famiglia dei soleidi e dei Pleuronectidi.

## Descrizione
Sono pesci la cui evoluzione li ha portati alla postura sdraiata su un fianco, con uno dei due occhi che si è spostato a fianco dell'altro, sul lato rivolto verso la superficie dell'acqua. Anche la colorazione ha seguito quest'evoluzione: il lato rivolto verso il fondo è bianco, quello verso l'alto è bruno, marezzato, mimetico e spesso camaleontico: le sogliole riescono infatti a cambiare colore per imitare l'ambiente circostante grazie ai cromatofori, cellule con pigmenti colorati dell'epidermide.

## Habitat
La sogliola abita solitamente i fondali marini fangosi, dalle coste più basse fino a profondità di oltre 200 metri. È diffusa nell'oceano atlantico orientale e nel mare mediterraneo.
Si nutre dei piccoli invertebrati che popolano i fondali su cui vive e, in età avanzata, di piccoli pesci che le si avvicinano.

## Specie

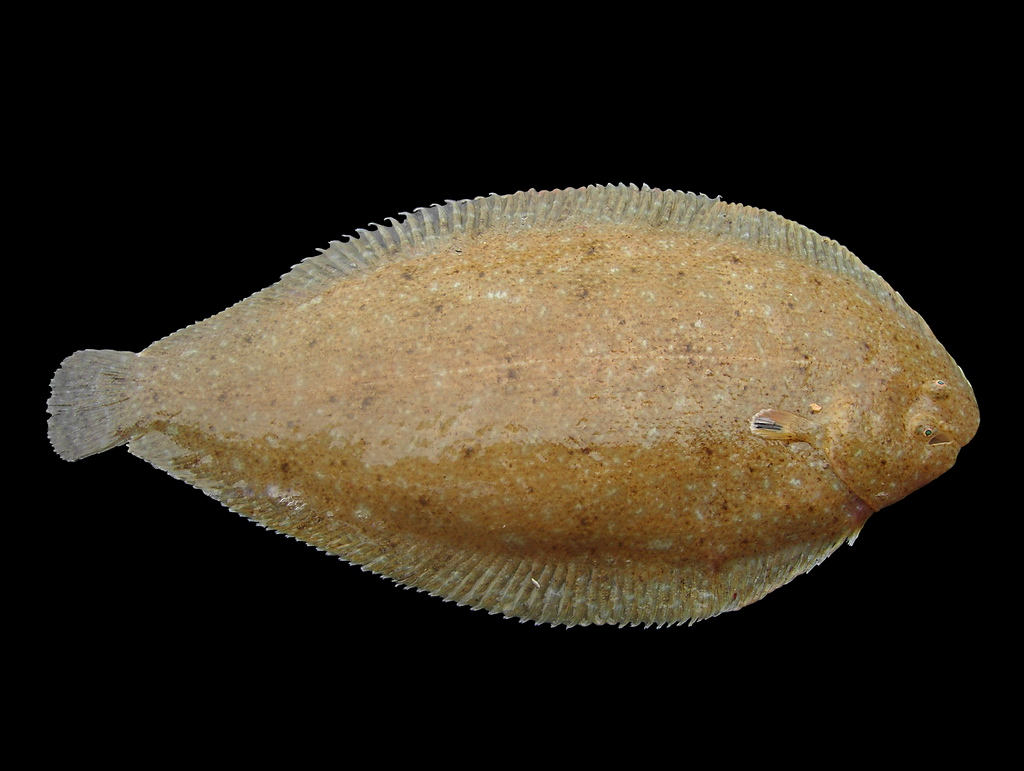
Solea lascaris

Di seguito sono indicate le principali specie conosciute in italiano come sogliola:
- Bathysolea profundicola, sogliola batifila
- Buglossidium luteum, sogliola gialla
- Dicologlossa hexophthalma, sogliola atlantica
- Microchirus ocellatus, sogliola, sogliola occhiuta
- Microchirus theophila, sogliola
- Microchirus variegatus, sogliola fasciata, sogliola variegata
- Microstomus kitt, sogliola limanda
- Monochirus hispidus, sogliola pelosa
- Parophrys vetulus, sogliola limanda del Pacifico
- Pegusa impar, sogliola adriatica, sogliola atlantica
- Pegusa lascaris, sogliola del porro, sogliola dal porro, sogliola nasuta
- Pseudopleuronectes americanus, sogliola limanda
- Solea solea, sogliola, sogliola comune
- Synapturichthys kleinii, sogliola turca

## Usi alimentari
La sua carne è molto apprezzata in cucina: di sapore molto delicato, non deciso né caratteristico, il che consente di adoperarla per diverse preparazioni in cui viene facilmente unita ad altri ingredienti, per ottenere una mousse o degli involtini. Viene generalmente cucinata al forno o in padella, e uno dei condimenti più usati è la salsa alla mugnaia.